# Titularbistum Soldaia
Soldaia ist ein Titularbistum der römisch-katholischen Kirche.
Es geht zurück auf einen Bischofssitz in der Stadt Sudak, die sich in der Region Taurien auf der Halbinsel Krim befindet. 
| Titularbischöfe von Soldaia |                                |                                                                                |                  |                   |
| Nr.                         | Name                           | Amt                                                                            | von              | bis               |
| 1                           | Leonhard Wisbach (Dominikaner) | Weihbischof des Bistums Worms                                                  | 28. Oktober 1480 | vor 1500          |
| 2                           | José Romão Martenetz OSBM      | Weihbischof im Brasilianischen Ordinariat des Byzantinischen Ritus (Brasilien) | 10. Mai 1958     | 29. November 1971 |